# アフリディ (駆逐艦)
| HMS Afridi |                                                                                              |
| 艦歴       |                                                                                              |
| 発注       |                                                                                              |
| 起工       | 1936年6月9日                                                                                 |
| 進水       | 1937年6月8日                                                                                 |
| 就役       | 1938年5月3日                                                                                 |
| 退役       |                                                                                              |
| その後     | 1940年5月3日に戦没                                                                           |
| 除籍       |                                                                                              |
| 性能諸元   |                                                                                              |
| 排水量     | 2,020トン                                                                                    |
| 全長       | 377 ft                                                                                       |
| 全幅       | 36 ft 6 in                                                                                   |
| 吃水       | 13 ft                                                                                        |
| 機関       | パーソンズ式減速タービン、22,000shp                                                          |
| 最大速     | 36 ノット                                                                                    |
| 乗員       | 190名                                                                                        |
| 兵装       | 8 x 4.7 guns in four turrets, 4 x 2pdr, 4 x 21 inch torpedo tubes, 2 x depth charge throwers |

アフリディ (HMS Afridi, F07) はイギリス海軍の駆逐艦。トライバル級。

## 艦歴
1936年6月9日にヴィッカース・アームストロング社ニューカッスル・オン・タイン造船所で起工。1937年6月8日に進水して1938年5月3日に就役した。
第二次世界大戦で「アフリディ」はノルウェー沖での作戦に参加。1940年5月、「アフリディ」はノルウェーのナムソスからの撤退作戦に参加した。4月29日に「アフリディ」は重巡洋艦「デヴォンシャー」、「ヨーク」、軽巡洋艦「モンカルム」、駆逐艦4隻および輸送船3隻とともにスカパ・フローから出撃した。出撃後、さらに駆逐艦4隻が加わった。計画では5月1日と2日の夜に部隊の収容を行う予定であったが、5月1日は霧のため実行できず、5月2日のみで行うこととなった。5月2日朝には軽巡洋艦「カーライル」も合流した。
5月2日、「カーライル」がナムソスに向かったのに続き、「アフリディ」も「ヨーク」、駆逐艦「ヌビアン」、3隻の輸送船と共にフィヨルドに入ってナムソスに向かった。ナムソスでは、「アフリディ」は輸送船への兵員の輸送を行い、最後に港に残された車両を破壊してナムソスを離れた。
収容作業は無事終了したが、帰路ドイツ軍機による攻撃が開始された。まず駆逐艦「ビゾン」が被弾した。「アフリディ」は駆逐艦「グレネード」、「インペリアル」と共に生存者の救助にあたり、それから「ビゾン」を砲撃で処分した。14時ごろ、今度は「アフリディ」がJu 87の攻撃で被弾した。2発の爆弾が命中した「アフリディ」は炎上して航行不能となり、沈没した。「グリフィン」と「インペリアル」により救助作業が行われたが、乗員52名に加え、ナムソスで収容した兵士や「ビゾン」の生存者の中にも死者が生じた。